# La Croisière du Dazzler
La Croisière du Dazzler (The Cruise of the Dazzler) est un court roman de Jack London paru en feuilleton en juillet 1902 puis en volume en octobre 1902.

## Résumé
Texte disponible sur Gallica.